# 稲森佑貴
稲森 佑貴（いなもり ゆうき、1994年〈平成6年〉10月2日 - ）は、日本の男子プロゴルファーである。鹿児島県鹿児島市出身。鹿児島城西高等学校卒業。国際スポーツ振興協会所属。兄弟はおらず、一人っ子である。
2015年（平成27年）から9季にわたりフェアウェイキープ率1位をキープしており、「日本一曲がらない男」と称される。

## 経歴

### プロ入り前
鹿児島県日置郡松元町（現在の鹿児島県鹿児島市）出身。稲森家がゴルフ練習場を経営しており、父親が日本シニアオープンゴルフ選手権に出場経験があるアマチュアゴルファーでもあったことから自身も幼少時からゴルフに親しむようになりクラブを握っている。
小学校1年の時に出た大会で思うようなプレーが出来なかったことから、ゴルフに真剣に取り組むことを決意。父親と二人三脚で練習に励み、『真っ直ぐ打て』という父の教えの下でスイングを作り上げていく。
鹿児島市立松元中学校時代、2008年（平成20年）に行われた「第14回日本ジュニアゴルフ選手権競技【男子12歳～14歳】」に出場した際には時松隆光、川村昌弘、松村大輝など後にプロ入りする選手たちと共に出場している。また2009年（平成21年）の第64回国民体育大会ゴルフ競技では少年男子団体戦にて松山英樹擁する高知県チームに次いで鹿児島県チームのメンバーとして2位となっている。
2010年（平成22年）に鹿児島城西高等学校へ進学。高校2年の時に2011年（平成23年）度日本プロゴルフ協会のプロテストに合格、その当時では最年少プロ入り選手となった。

### プロ入り後
プロ入り後は2014年（平成26年）チャレンジツアーの『seven dreamers challenge in Yonehara GC 2014』で勝利を挙げている。またJGTOツアーでは2014年（平成26年）から2017年（平成29年）までは未勝利であったものの、4年連続で賞金シード権を獲得している。
2018年（平成30年）10月11日から14日にかけて横浜カントリークラブにて行われた第83回日本オープンゴルフ選手権競技では、プロ8年目にして国内メジャーで初優勝を飾り、国内メジャーの日本オープンでツアー初優勝となるのは2009年（平成21年）の小田龍一以来の史上8人目の快挙となった。同大会の最終日にはフェアウェイキープ率100%も達成、4日間のトータルでも86.7%を記録した。この年はフェアウェイキープ率、パーセーブ率、リカバリー率で1位となり賞金ランキングも3位となるなど充実したシーズンとなった。
また、2020年（令和2年）10月15日から18日にかけて紫カントリークラブすみれコースにて行われた第85回日本オープンゴルフ選手権競技では2年ぶり2度目となる優勝を果たした。また、翌日10月19日に発表された男子ゴルフ世界ランキングでは前週の499位から167位に急浮上した。

## 優勝歴

### 日本ツアー
| No. | 日時           | 大会                                     | 優勝スコア            | 打差       | 2位              |
| --- | -------------- | ---------------------------------------- | --------------------- | ---------- | ---------------- |
| 1   | 2018年10月14日 | 日本オープンゴルフ選手権競技             | -14 (68-67-67-68=270) | 2打差      | ショーン・ノリス |
| 2   | 2020年10月18日 | 日本オープンゴルフ選手権競技             | -5 (70-68-68-69=275)  | 1打差      | 谷原秀人         |
| 3   | 2022年5月1日   | 中日クラウンズ                           | −16 (64-71-66-63=264) | 3打差      | 黄重坤           |
| 4   | 2022年6月26日  | JAPAN PLAYERS CHAMPIONSHIP by サトウ食品 | −23 (68-66-66-65=265) | 1打差      | 大西魁斗         |
| 5   | 2023年10月8日  | ACNチャンピオンシップゴルフトーナメント  | −17 (68-67-70-66=271) | プレーオフ | 宋永漢           |